# Litoria splendida
La rana arborícola magnífica o rana arborícola espléndida (Litoria splendida) es una especie de anfibio anuro del género Litoria de la familia Hylidae.

## Distribución geográfica

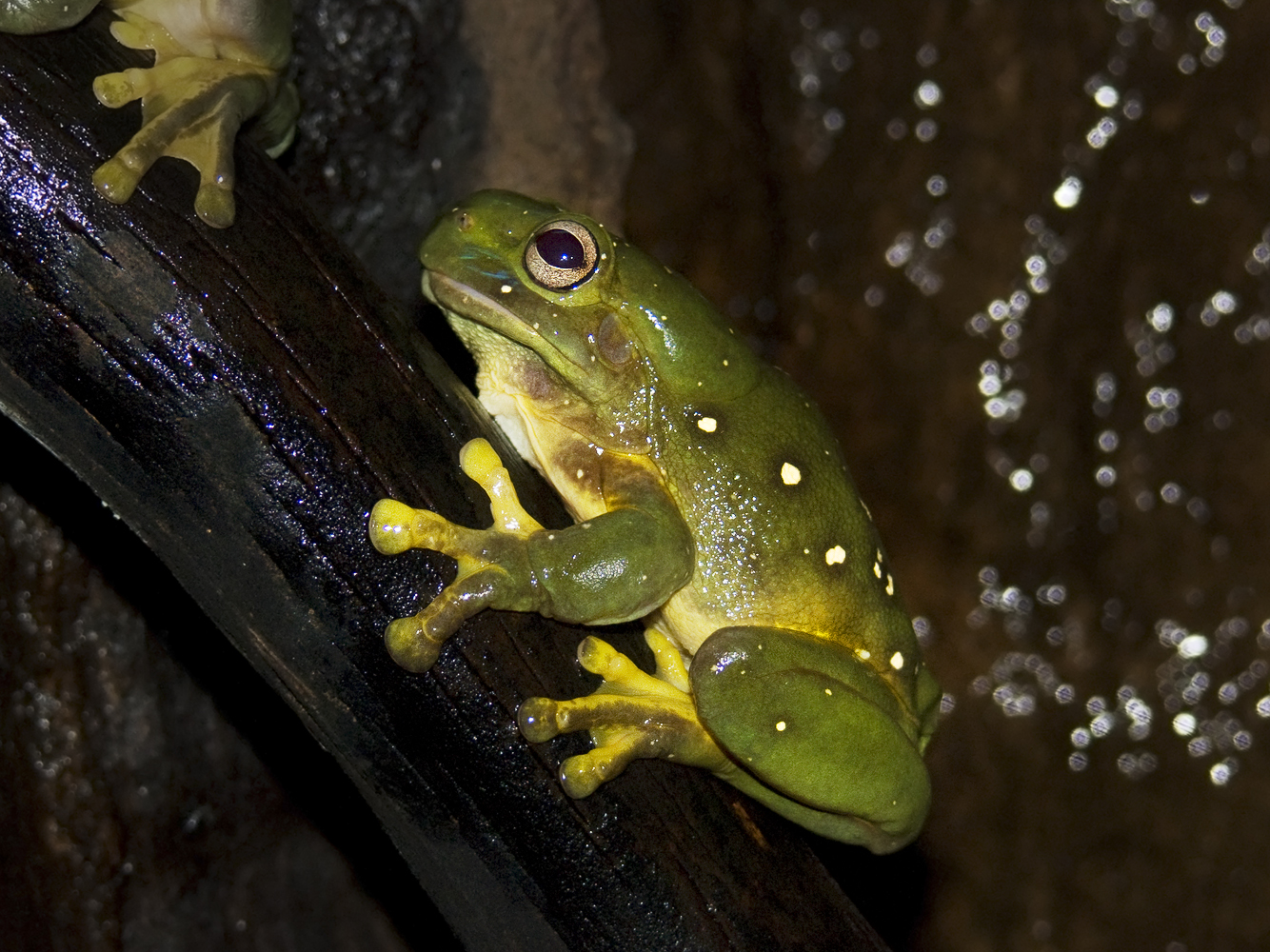
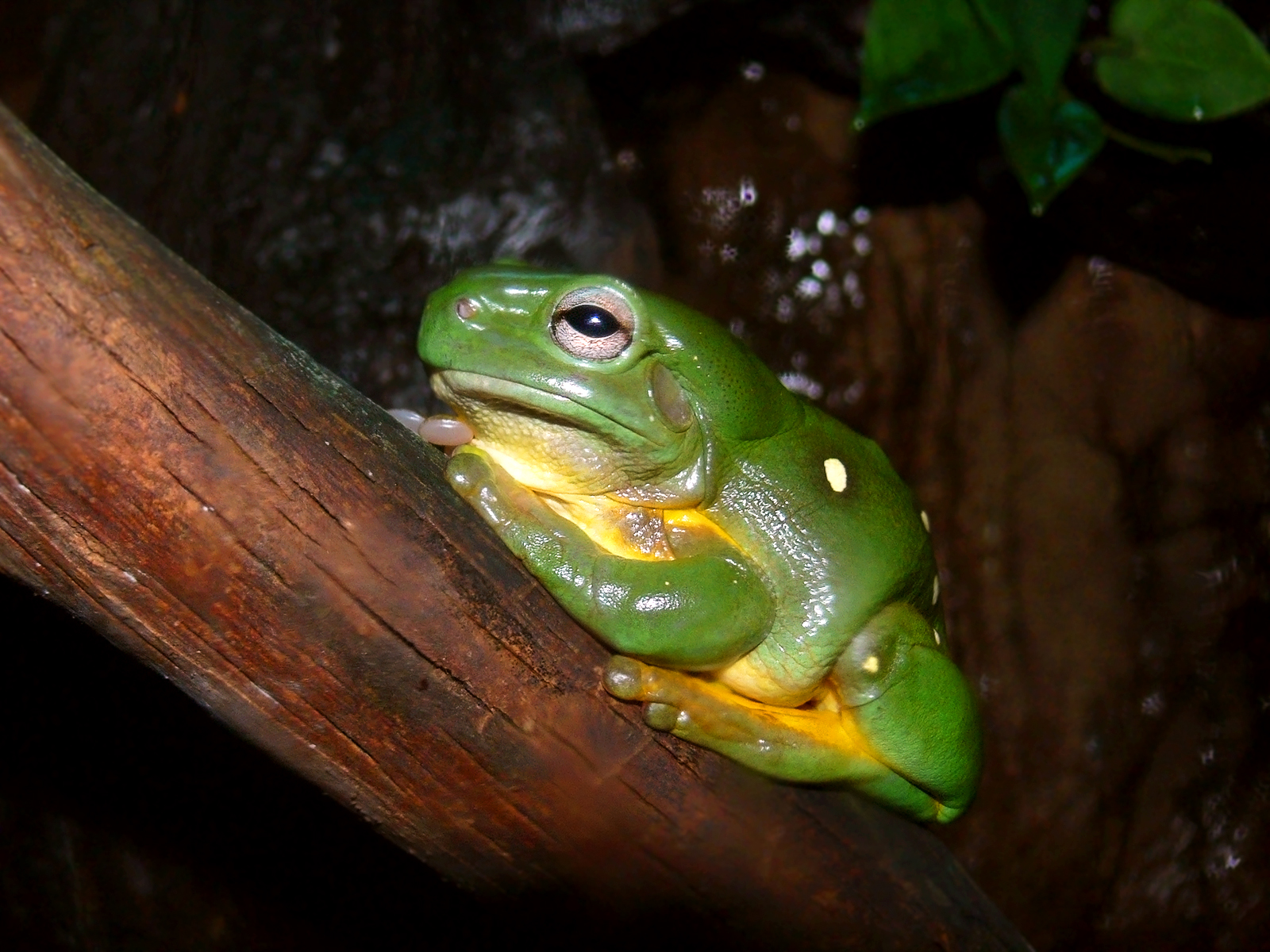

Originaria de Australia.